# Kazimierz Nikin
Kazimierz Nikin (ur. 30 czerwca 1947, zm. 29 maja 2022) – polski kajakarz, brązowy medalista mistrzostw świata (1975), mistrz Polski.

## Kariera sportowa
Był zawodnikiem OKS (Stomilu) Olsztyn. Jego największym sukcesem w karierze był brązowy medal mistrzostw świata w 1975 w kategorii K-1 10000 m. W pozostałych startach na miejscach świata zajmował miejsca: 4. w 1970 (K-2 10000 m), 6. w 1971 (K-2 10000 m), 7. w 1973 (K-4 10000 m), 7. w 1977 (K-1 10000 m).
Dwukrotnie zdobył mistrzostwo Polski: K-1 4 x 500 m (1968) i K-2 10000 m (1978 - z Jerzym Chudzio).
Po zakończeniu kariery zawodniczej pracował jako trener, był także prezesem OKS Olsztyn. Ukończył studia na warszawskiej Akademii Wychowania Fizycznego, był nauczycielem wychowania fizycznego w Zespole Szkół Samochodowych w Olsztynie.
Pochowany na cmentarzu komunalnym w Olsztynie-Dywitach.